# Israel González
Israel C. González Filigrana (1896 - 3 de octubre de 1972) fue un destacado periodista y político mexicano originario de Acayucan, Veracruz, México. Hijo de Raymundo González y Delfina Filigrana, su vida estuvo marcada por su contribución al periodismo y su participación en el ámbito político de México.
En la década de 1910, se trasladó a la ciudad de Chihuahua, donde sirvió como capitán en el ejército mexicano. En 1922, contrajo matrimonio con Dolores Escalante en Hermosillo, Sonora, marcando el inicio de su conexión con la vida política local.
González fue un líder destacado del vasconcelismo local y desempeñó un papel fundamental en la fundación del Partido Democrático Sonorense (PDS), siendo parte activa del comité reunido por Juan Ruiz. En 1924, fundó el periódico El Pueblo, que continuó publicándose hasta 1972. El periódico, aunque enfrentó dificultades con sus tirajes debido a su crítica al gobierno, se mantuvo como un medio influyente en la región.
Durante su carrera periodística, González enfrentó momentos difíciles, como el cierre de su periódico por órdenes del general Eduardo García a mediados de mayo de 1929, y su encarcelamiento el 11 de noviembre de 1929 por injurias contra el gobernador sustituto Francisco S. Elías. Aunque el 31 de enero de 1930 el ministerio público se desistió de la acción penal, González continuó enfrentando desafíos, incluido el traslado forzado de la imprenta del periódico a Culiacán en un vagón del ferrocarril, en agosto de 1932, siendo gobernador del estado Rodolfo Elías Calles.Después de superar estas adversidades, "El Pueblo" reanudó sus operaciones en Hermosillo el 13 de agosto de 1935. 
A lo largo de los años, González continuó desempeñando un papel activo en la vida política y social de Sonora. Apoyó a Román Yocupicio en la carrera por la gubernatura del estado en 1936 como candidato del PNR. Pocos meses después se vio envuelto en problemas por algunos conflictos con colaboradores del Gobernador, quienes amenazaron a los anunciantes con aumentar indiscriminadamente sus impuestos si no dejaban de publicar en El Pueblo.
Es considerado uno de los pioneros del Partido Acción Nacional en Sonora, puesto que formó parte del primer comité junto a los licenciados Horacio Sobarzo y Enrique Michel en el año 1939.
En 1946 se convirtió en el primer candidato de Acción Nacional a la alcaldía de Hermosillo, aunque perdería la elección ante Roberto Romero Encinas. Compitió nuevamente en 1949, esta vez bajo la bandera del Partido Liberal Independiente, enfrentando otra derrota, esta vez ante Hilario Olea.
Murió el 4 de octubre de 1972 a causa de cardioangioesclerosis en la ciudad de Hermosillo, Sonora, México.